# Jiří Bárta
Jiří Bárta (*13. března 1964 Praha) je český violoncellista.

## Hudební činnost
Jiří Bárta je přední český violoncellista. Pravidelně spolupracuje s českými a mezinárodními orchestry jako jsou Česká filharmonie, Slovenská filharmonie, London Symphony Orchestra, Royal Philhramonic Orchestra London, Royal Scottish National Orchestra, Royal Liverpool Philharmonic, Berliner Symphoniker, Lvov Symphony Orchestra a dirigenty jako Jiří Bělohlávek, Charles Dutoit, Libor Pešek, Gennadij Rozhdestvenski, Maxim Šostakovič, Gianandrea Noseda ad.
Je pravidelně zván na přední festivaly a pódia (Barcelona, Berlín, Bratislava, Buenos Aires, Edinburgh, Istanbul, Los Angeles, Mnichov, Newport, New York, Paříž, Praha, Salzburg , Tokio, Londýn) a spolupracuje s umělci jako jsou např. Konstantin Lifschitz, Vadim Repin, Hamish Milne, Chloe Hanslip, Quator Ebene a mnoho dalších. Jeho nahrávky u firmy Supraphon byly časopisem Harmonie dvakrát vyhodnoceny jako nejlepší ve svých kategoriích, zahrnují kritiky ceněnou nahrávku všech Bachových violoncellových suit i Šostakovičových koncertů s dirigentem Maximem Šostakovičem a Pražskými symfoniky i oba koncerty Dvořákovy, A Dur (s klavíristou Janem Čechem) a h moll (s Českou filharmonií a Jiřím Bělohlávkem). Bártovu desku s Kodályho sólovou sonátou udělil londýnský časopis The Grammophone „Editor ́s Choice“ , do stejného výběru se dostalo i Bártovo CD s violoncellovými koncerty Bohuslava Martinů, J. Foerstera a Jana Nováka za spolupráce Pražské komorní filharmonie a dirigenta Jakuba Hrůši. Jiří Bárta spolupracoval s Magdalenou Koženou na jejím albu Songs pro Deutsche Grammophon oceněném Gramophone Award. S jazzovým kvartetem Milana Svobody spolupracoval na klasicko – jazzovém CD Znamení Střelce (Lotos, nominováno na výroční ceny Akademie populární hudby a jazzu 2007). Dokument České televize Můj pokus o mistrovský opus – Jiří Bárta versus Bachovy suity – v režii Jakuba Sommera, získal hlavní cenu „Cirkom Price“ za nejlepší hudební dokument v mezinárodní evropské soutěži.
V roce 2018 se Bárta znovu vrátil do studia k natočení Bachových violoncellových suit, tentokrát na barokní violoncello pro vydavatelství Animal Music. V listopadu 2021 vydal pro tentýž label s klavíristkou Terezií Fialovou kompletní Beethovenovy Sonáty pro klavír a violoncello, v dubnu 2024 druhé společné album Janáček – se světovými premiérami skladeb psané pro housle a klavír v interpretaci pro violoncello a klavír. 
Jiří Bárta studoval u Josefa Chuchra a Mirko Škampy v Praze, Borise Pergamenschikowa v Kolíně nad Rýnem a Eleonore Schoenfeld v Los Angeles. Obdržel cenu Europäische Förderpreis für Musik v Dráždanech a cenu Rostropovich-Hammerovu v Los Angeles.
V roce 2008 spoluzaložil Mezinárodní festival komorní hudby v Kutné Hoře. V sezóně 2014 byl kurátorem komorní řady festivalu Dvořákova Praha. Hraje na nově postavené violoncello německého mistra Dietmara Rexhausena.

## Mezinárodní hudební festival Kutná hora
Mezinárodní hudební festival Kutná Hora je festivalem klasické komorní hudby, který probíhá první týden v červnu. Od svého založení v roce 2008 si získal pověst jedné z nejvýznamnějších událostí komorní hudby v České republice. Uměleckým ředitelem festivalu je Jiří Bárta. Jeho dramaturgie se vyznačuje velmi rozmanitým programem, od klasické komorní literatury, pozapomenutých děl, soudobé hudby, interpretací méně známých autorů až po projekty na hranici žánrů.
Jedná se o významnou regionální událost nadregionálního významu. Festival je atraktivní jak pro poučené publikum, tak i lokální posluchače, místní nadšence, podporovatele, kteří berou festival za svůj. Stal se neoddělitelnou součástí kulturního dění v regionu a těší se vysoké návštěvnosti z celé republiky i ze zahraničí.
Vedle nadšení hudebníků a unikátní atmosféry koncertů je předností festivalu jeho citlivě propracovaná dramaturgie. Program je založený na dramaturgických kontrastech. Jiřímu Bártovi se daří vytvářet vyváženou kombinaci náročnosti a posluchačské atraktivnosti.
Koncept festivalu vyžaduje ze strany hudebníků vysoké interpretační dovednosti, umění komorní souhry a schopnost práce pod tlakem. Zkoušky uváděných děl probíhají během festivalového týdne, ve kterém umělci denně studují skladby a uvádějí rozmanitý koncertní program. 
Jiří Bárta si vybírá špičkové zahraniční i domácí umělce, kteří jsou otevření tomuto velmi náročnému způsobu umělecké tvorby.
Od založení festivalu je festival specifický také  svým zaměřením na uvádění skladeb soudobých autorů. Martin Smolka, Miroslav Srnka, Gavin Bryars, Ondřej Kukal, Sophia Gubaidulina, Arvo Pärt, Zygmunt Krauze, Henryk Gorecki, Wojciech Kilar – toto je jen malý výčet skladatelů, jejichž skladby na kutnohorském festivalu zazněly často v české (v případě Smolky světové) premiéře. Tyto skladby jsou dramaturgicky stavěny vedle klasických skladeb, soudobá hudba žije v synergii s klasickou. Tento model se nám osvědčil a troufáme si tvrdit, že jsme takto vychovali početné obecenstvo, které nejen soudobou hudbu akceptuje, ale i aktivně vyhledává.
Festival je jednou z nejvýznamnějších hudebních událostí v regionu, kterému tak umožňuje uměleckou prezentaci na vrcholné mezinárodní úrovni. Realizace festivalu probíhá ve spolupráci se ZUŠ Kutná Hora, jejíž studenti i učitelé mají možnost sledovat zkoušky, nechat se motivovat či inspirovat.
Festival produkčně zajišťuje agentura Lotos, s. r.o., která vznikla již v roce 1992. Zabývá se organizací koncertů, festivalů a vydáváním CD převážně klasické hudby. V minulosti spolupracovala s mnoha výjimečnými osobnostmi. S Josefem Sukem připravovala v letech 1995 – 2002 cyklus komorních koncertů ve Španělském sále Pražského hradu – „Hradčany hudební“. Lotos natočil 36 nahrávek s Josefem Sukem a zorganizoval s ním i jinými významnými hudebníky mnoho koncertů. Vydal 170 nahrávek převážně klasické hudby. Agentura Lotos spolupracovala s Českou filharmonií, Václavem Neumannem, Liborem Peškem, Jiřím Bělohlávkem, Pražskou komorní filharmonií, Wihanovým kvartetem, Zuzanou Růžičkovou, Magdalenou Koženou, Ludmilou Peterkovou, Vladimírem Mikulkou, Milanem Svobodou, Jiřím Stivínem, Emilem Viklickým, Hradišťanem, Jiřím Pavlicou, Idou Kelarovou a mnoha dalšími. Od r. 2008 je hlavní náplní agentury příprava a organizace Mezinárodního hudebního festivalu Kutná Hora.